# Università degli Studi Gabriele d'Annunzio
De Università degli Studi Gabriele d'Annunzio is een universiteit die gevestigd is in Chieti en Pescara, de hoofdstad van de Italiaanse regio Abruzzo.
Zij werd gesticht in 1965 en omvat dertien faculteiten.